# 活路外交

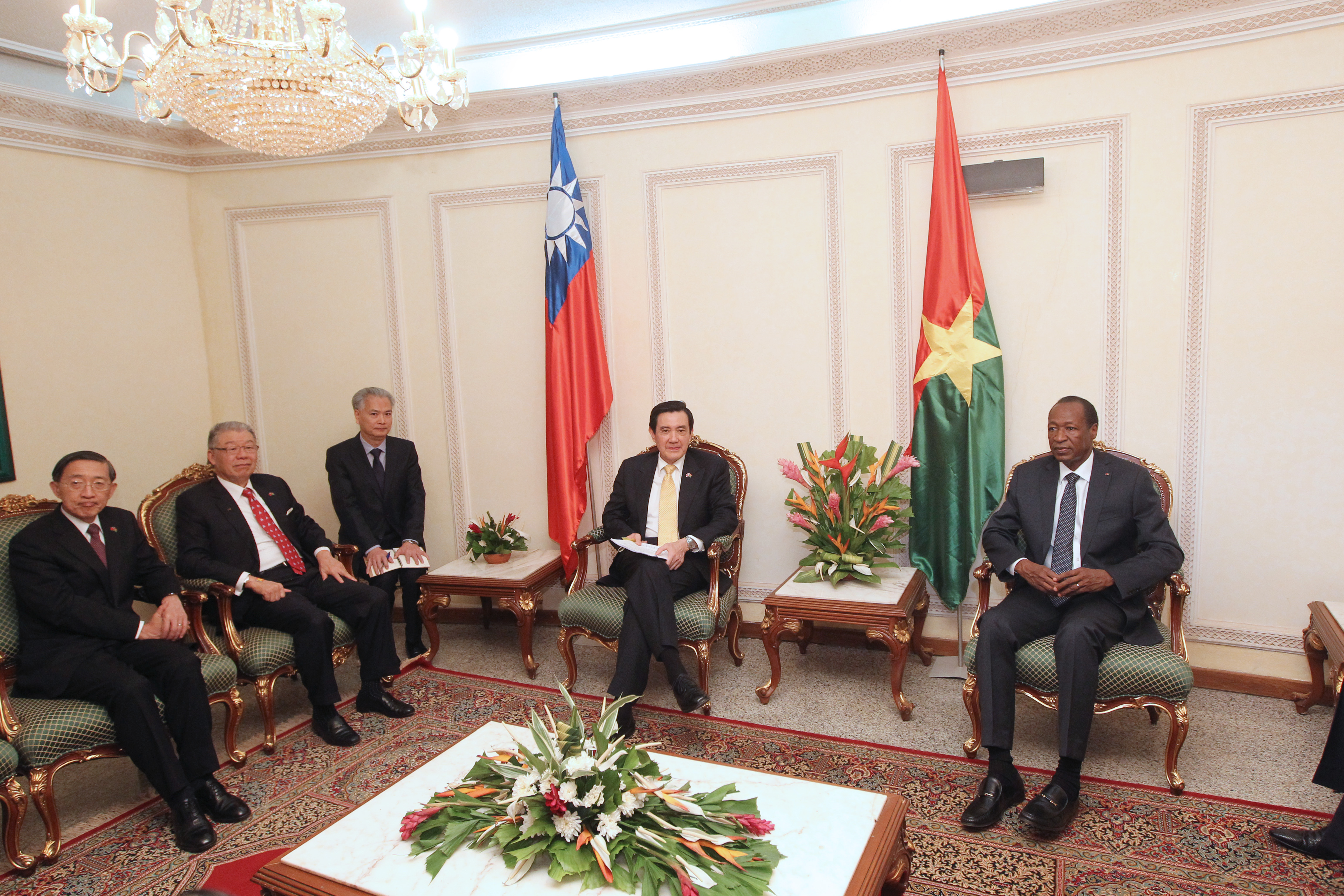
「聖宏專案」總統馬英九出訪布吉納法索並與布國總統龔保雷舉行元首會談

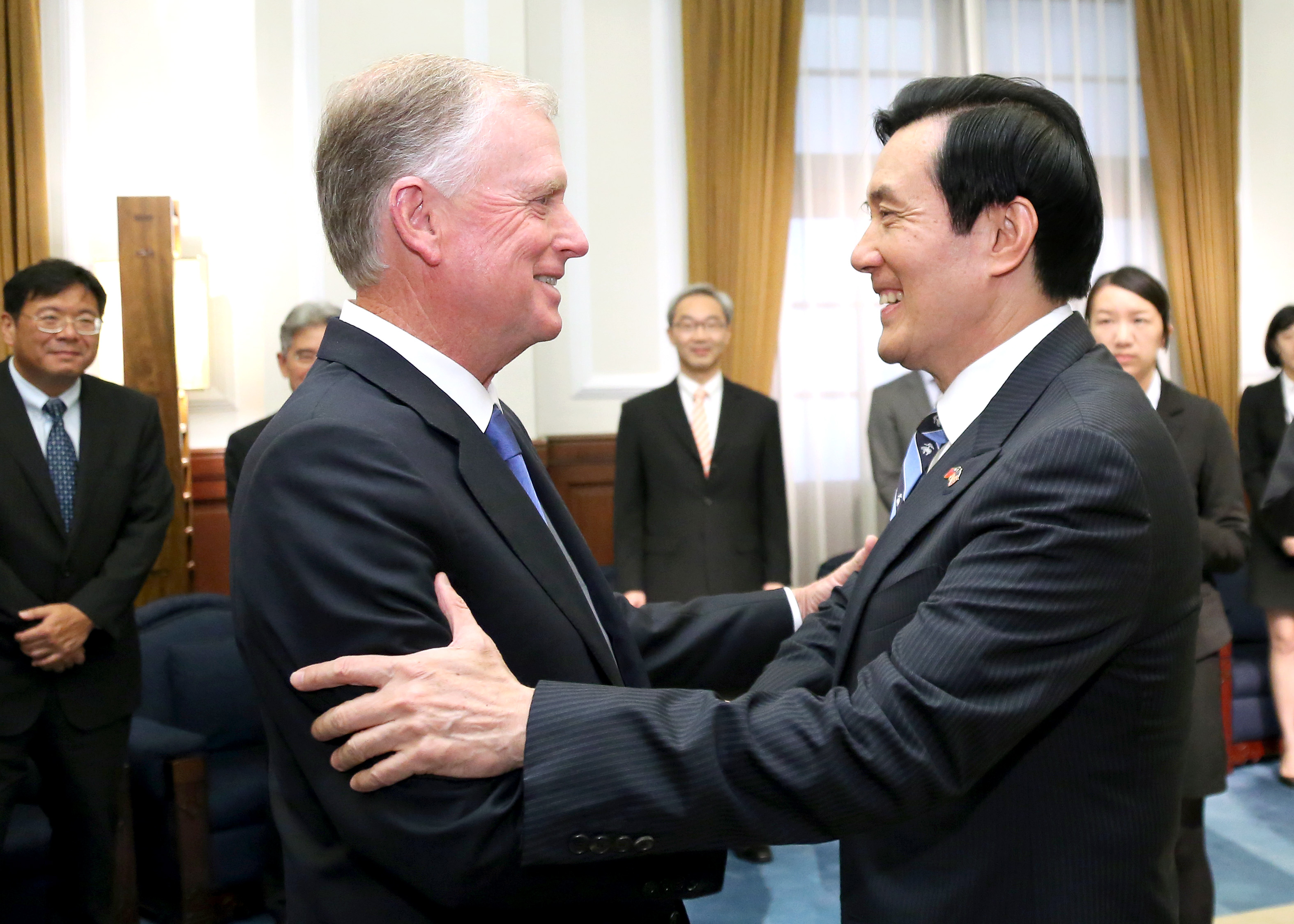
總統馬英九接見來訪的前美国副总统丹·奎尔

活路外交是中華民國總統馬英九於2008年就任後提出的外交政策，旨在以柔性、釋出善意的方式，避免與中华人民共和国直接對抗，在不違反中華人民共和國一中原則與九二共識的前提下，追求“一中各表”，爭取中華民國的國際外交空間，取代陳水扁政府時期的「烽火外交」。

## 概要
活路外交以務實外交作為基底，但更加強調與北京當局之間的友善關係，再其兩岸政策「九二共識、一中各表」的基礎上避免觸及牽涉主權問題的對抗，避免競逐邦交國、實質參與國際事務，某種程度上也獲得了北京的認可，其八年執政期間邦交國僅斷交一國，並有限度地參與了部分聯合國附屬組織。
馬英九政府首任外交部長歐鴻鍊於上任後第一次立法院會期提及，活路外交包括「外交休兵」與「積極外交」兩部分，前者的解釋為「兩岸停止外交惡鬥，在國際上追求共存共榮」；後者的標準則在於「凡是無助甚至有害我國家發展的作為應予以擱置」。就此而言，「外交休兵」只是手段，最終目的在於追求台灣海峽和平繁榮，兩岸在國際社會共創雙贏。兩岸「外交休兵」具體表現在中華民國不會競爭擴展邦交國，不追求雙重承認、不再進行惡性競爭式的「支票簿外交」（checkbook diplomacy），避免觸及「一个中国」下的外交零和博弈，以友善和務實的態度換取北京當局善意，進而不壓縮台灣的國際空間，而非在外交上不作為。
活路外交的重點在於改善與中華人民共和國間的關係，總統馬英九與外交部長陳永樂皆明確拒絕雙重承認，除非中華人民共和國願意接受。

## 事例

### 政策變化
2009年起，中華民國政府不再要求邦交國在联合国大会中發言支持中華民國重返联合国，而是改要求友邦支持台灣「有意義地參與」國際民航組織（ICAO）和联合国气候变化框架公约（UNFCCC）相關會議。

### 外交成果
- 中华民国国民签证要求從2008年的56國免签证待遇，至2016年其卸任之前提升至164國。
- 2009年起臺灣以「中華台北」的名義獲准观察员身份參與世界卫生大会，2013年則一度再以理事會主席「特邀貴賓」身份出席第38屆ICAO大會，皆為中華民國退出聯合國40多年來的首例。

## 負面事件

### 加入世界衛生組織資格
2007年，香港籍的陳馮富珍在北京支持下當選世界卫生组织總幹事；陳水扁總統向陳馮富珍遞交申請書，要求以台灣名義加入世界衛生組織。陳馮富珍拒絕接受申請書，並對外聲明，將嚴格遵守「一個中國原則」，台灣為中國的「一省」，無權加入世界衛生組織。
2009年4月28日，陳馮富珍致函行政院衛生署署長葉金川，邀請他以「中華台北」的名義及「觀察員」的身分，出席5月18日至27日在日內瓦召開的第62屆世界卫生大会。馬英九政府視此為活路外交的一大勝利，但民主進步黨主席蔡英文質疑，此次邀請，將葉金川定位為附屬於中國的非政府组织，對於台灣的外交地位並沒有提升。
2010年9月14日，世界衛生組織秘書處對所有會員發出「世衛條例對中國台灣省之執行作業準則」秘密信函，將台灣在定位為「中國的一省」，經民進黨立委對外公布後，引起台灣媒體的關注。而國民黨則反擊，指出矮化一事早在陳水扁政府執政初期便存在，但直至卸任皆沒有向世衛組織抗議。

### 倫敦奧運撤旗
2012年夏季奥林匹克运动会自當年7月20日起，伦敦街頭懸掛參賽國家國旗一共206面，當中包括了青天白日滿地紅的中華民國國旗。三天後，中華民國國旗卻是全世界各國中，唯一被無預警撤下的國旗，空缺三天，外交部僅表示「關切」，最後改換成“中華台北”代表團「會旗」。民進黨批評馬政府外交休兵的政策破功、顏面盡失。

### 甘比亞斷交
1995年7月13日，冈比亚發生軍事政變，由叶海亚·贾梅執政。7月25日，甘比亞宣布，與中華人民共和國斷交，與中華民國復交。臺灣每年金援甘比亞2億9000萬元新臺幣。
2013年11月14日，冈比亚总统賈梅宣布基於「國家戰略利益」與中華民國再度斷交，中華民國外交部決定自11月18日起宣佈與該國斷交並撤館、停止一切交流，而外交部長林永樂於接受立委邱議瑩備詢時表示，兩國斷交並非中國大陸介入。另外就在隔天，中華人民共和國外交部透過媒體得知此事後，發言人洪磊向臺灣媒體宣稱事先完全不知情，也未與該國有過任何接觸，同時表示基於兩岸和平原則，「絕對不會與該國建交」。
2016年3月17日，中華民國外交部發出聲明，證實甘比亞與中華人民共和國再度復交，中華民國政府表示「遺憾」，正在出訪貝里斯的馬英九總統也表達「不滿」。此事引起國內輿論譁然。民進黨批評這是八年來馬總統活路外交的功虧一簣，所謂的活路外交掌控權仍操之於陸方。部分學者則解讀，此舉是陸方在民進黨主席蔡英文520就任總統前所釋出的警訊，意欲在衝擊最小化的情況下，給予蔡英文軟性的暗示。大陸外交部對此則表示，與甘比亞復交非針對性，中共中央台湾工作辦公室也對此表示，推動兩岸關係和平發展的方針沒有改變。

### 舊金山中華會館撤旗
2013年5月27日，位於旧金山的知名傳統華人僑社「中華總會館」不顧僑委會勸阻，正式打破傳統撤下中華民國國旗。中華民國僑委會副委員長任弘表示，中華總會館現任總董黃榮達主導的撤旗決議，不符該會館組織章程，其他董事醞釀提起法律訴訟，爭議延燒。此事件被民進黨批評馬政府「外交及僑務休兵」再度破功。自由時報報導稱，中國大陸始終未停止挖我國僑社牆腳，前中共海協會長陳雲林2013年1月造訪洛杉磯，部分台僑領袖不顧我方勸阻，堅持出席陳雲林晚宴；4月間，一向親台的洛杉磯僑社「客家會館」，不但接受中國大陸央視採訪，還邀請中國駐洛杉磯領事館總領事「邱紹芳」與會，當下甚至刻意撤下會館內的中華民國國旗。。

### 大馬FTA受阻
馬英九政府曾表示，簽定海峽兩岸經濟合作架構協議（ECFA）之後，將有助於台灣與其他國家簽定自由貿易協定（FTA）。
2014年8月19日，中華人民共和國駐馬來西亞大使黃惠康在吉隆坡發表談話，表示中華人民共和國一貫的立場，就是反對台灣與任何國家簽署官方協定，其中也包括與馬來西亞簽訂自由貿易協定（FTA）。
經濟部長張家祝在2014年初曾表示有個國家與台灣的自由貿易協定談判已接近完成，可望在今年度完成簽訂。8月25日，新任經濟部長杜紫軍在新聞訪問中證實，在中國大陸表示反對態度之後，對方已停止動作。澳洲媒體報導，證實此對象為澳大利亞。除了澳大利亞、馬來西亞之外，中國大陸也阻止其他國家與台灣洽談FTA，包括印尼、印度、菲律賓、以色列。
國民黨方面認為，這是因為太陽花學運，使兩岸互信減弱而造成。在野民進黨則認為，這顯示活路外交成效不彰。

### 北京APEC官銜矮化
2014年亞太經濟合作會議，在中國北京召開。中華人民共和國政府堅持一個中國政策，拒絕依照國際慣例派遣特使來台灣進行邀請。中共中央台辦副主任龔清概受國家政策研究基金會邀請，來台灣訪問期間，將大陸方面的邀請函，順便帶來轉交給總統府。龔清概來台後，行程中未經過台北，總統府也未對外說明邀請函的格式以及遞送的細節。總統府宣稱，此邀請函由陸委會轉交外交部，再送至總統府。台灣在野民進黨認為，大陸方面的做法未遵循國際慣例，矮化我國國格，希望總統府提出抗議。但總統府未做出任何聲明與回應，只有透過媒體，匿名表達態度。
2014年9月22日，在立院質詢中，陸委會主委王郁琦承認，大陸的APEC邀請函是由中共中央台辦專人送到台灣，在台北賓館，由龔清概私下交給王郁琦。對馬總統的稱謂頭銜，王郁琦說是「The Honorable Mister（尊敬的先生）」，未使用正式官銜。9月25日，對於邀請函使用「Mr.Ma」稱呼總統馬英九，外交部常務次長史亞平受訪指出，那只是邀請函第1行的姓名，頭銜是寫在第2行的「Economic Leader of Chinese Taipei」，稱謂沒有被矮化。

### 雙橡園升旗風波
2015年1月1日，台灣駐美代表沈呂巡，在雙橡園舉行中華民國與美國斷交後首次的元旦升旗典禮。總統府發出聲明，認為這是活路外交的成功，但此舉引發美國不滿。美國國務院表示，未先被告知要舉行升旗典禮，強調美國與台灣沒有外交關係，此舉反了美方長久以來對台美執行非官方關係的諒解，並對這項行動感到失望，美國在台協會發表三點正式聲明，希望台灣方面確保確保這類事情不再發生。

### 肯亞電信詐騙案
2013年，28名台灣人在肯尼亚被指控涉入電信詐騙案。2016年4月5日肯亞法院宣判無罪後，其中8名被強制出境，被送往中華人民共和國廣州市，由中華人民共和國公安部門進行逮捕及審訊。中華人民共和國外交部發言人陸慷對外表示，此事件代表各國政府堅持一個中國政策是值得肯定的。

### 亞投行申請資格
2016年，時任財政部長張盛和表示，亞投行行長金立群一再堅稱，台灣非主權國家，根據亞投行協定第三條第三款之規定，台灣如要申請加入「必須藉由中華人民共和國財政部代為申請」，並表示此一規定為全體創始會員國共同制定，並非大陸單方面制定。

## 評論
反對黨民主進步黨與台灣團結聯盟等認為，這個政策會讓國際社會認為臺灣是中华人民共和国的一部分，會使中華民國遭到併吞的危機，批評這是「外交休克」、「死路外交」。
2008年~2009年：由於仍不時出現中華民國遭遇矮化之情況，也有人認為北京當局並未真正表現相應的政策調整，其外交體系仍維持以往打壓中華民國的態度。僅2008年一年，中華人民共和國方面阻撓中華民國國際空間的重大事例即有至少26件，包括杯葛中華民國爭取加入或參與國際組織、阻止中華民國與美國聯邦與州級政府官員接觸、阻止李登輝前總統等中華民國政要出訪他國、干擾中華民國貿易訪問團出訪、藉聯合號海釣船事件矮化中華民國的國際地位、強迫中華民國民間團體參加國際會議時更改會籍名稱、打壓中華民國學童赴海外表演、阻撓他國於非官方場合懸掛持用中華民國國旗、挖中華民國僑界牆腳等。加上台灣嫌犯遭菲律賓遣送至中國大陸、中華民國中央銀行在「東南亞央行總裁聯合會」（SEACEN）之會員名稱被迫更改、WHO內部規範與臺灣互動之文件貶抑中華民國國格、台灣學生在國際亞洲醫學生聯合會的現有英文名稱被迫更改、台灣代表團在東京影展再遭打壓等近期事例，外交休兵因此遭泛綠陣營與媒體譏諷為「外交休克」。
2009年5月27日，馬英九在貝里斯僑宴上說，兩岸關係的改善與國際空間的擴展相輔相成，儘管到目前為止兩岸尚未協商有關外交休兵的議題，但雙方都自動釋出善意，才能成就今年台灣參與世界衛生大會（WHA）。他說，改善兩岸關係是正確的政策，最近高雄市長陳菊訪問北京、上海，昨天他在網站上看到台南市長許添財將訪問廈門，去年雲林縣長蘇治芬登陸推銷雲林農產品，這都是非常正確的做法。
2011年9月25日，台灣加油讚舉行「國是e見會」北部場，馬英九說，有人故意曲解外交休兵、認為外交休兵是「外交休假」或「外交休克」。他說，外交休兵指的是，在國際社會上，「我們不去跟中共在『爭取邦交國』這一件事上去惡鬥」：以前，台海兩岸不擇手段爭取邦交國，一旦不擇手段，往往在國際社會造成負面印象，台灣因此被稱為「支票簿外交」、「金援外交」；他接任總統後徹底改變這種情形，要求援外必須合乎「目的要正當、過程要合法、執行要有效」三大標準，目前執行已有效果，讓駐外人員、尤其是邦交國大使「能夠真的站直的講話，必要的時候他可以說『No』」，「這樣子，我們才有格、才有品」。他說，外交官要做的事情就是展現台灣的軟實力，「所以不要去做惡鬥。惡鬥的結果，對雙方都沒有好處。」「有人說：『我們與中共不鬥爭，那我不知為何而戰？』這什麼話？這完全沒有道理。」
2013年12月26日，國民黨發言人楊偉中說，陳水扁政府曾想提高台灣的APEC領袖會議代表層級，但始終做不到；2006年、2007年的APEC領袖會議，台灣更由民間企業領袖代表與會；馬英九接任總統以後，台灣的APEC領袖會議代表立即提升到前副總統層級；今年在印尼峇里島舉辦的APEC會議，更是由剛卸任的前副總統蕭萬長代表出席，意義重大，「政府仍會繼續推動總統出席APEC會議」；民進黨主席蘇貞昌所謂「中國拒絕台灣的國家元首參加APEC，顯見馬政府的外交休兵並沒有讓台灣走出去」，是基於黨派之私所作的不實指控。
2014年1月11日，前民進黨中央黨部公共政策研究中心幹事蔡百銓說：「馬政府活路外交作得很好，人民卻無感，對其民調支持度完全沒有加分效果。扁政府烽火外交作得不好，政績扣分，被趕下台。民進黨與其費心研擬沒有加分效果的新外交政策，不如拷貝馬政府外交休兵而不被扣分；換句話說，取一個新名稱，偷天換日，稍加修潤，搞個『山寨版外交休兵』，與國民黨打成平手即可。……我說『馬政府外交作得很好』，必然會在綠營茅坑裡扔炸彈，引起『攻糞』（公憤）。」
2014年2月8日，楊偉中說，陳水扁政府採取烽火外交，導致台灣的國際處境困難，當時擔任中華民國駐美國代表的民進黨駐美國代表吳釗燮更是坐困愁城、走不出去；而金溥聰在中華民國駐美國代表任內，在美國透過眾多不公開的拜會，拓寬、拓深台美關係管道，實際效果更為顯著。
2017年3月蔡百銓質疑: "蔡英文當選總統以來，對岸中國只挖走台灣一個友邦聖多美，而馬英九也只失去想對台灣勒索的甘比亞。這是因為馬英九外交休兵奏效，還是因為蔡百銓最早於2007年貼在獨盟大眾廣場網站上的「被迫獨立論」產生嚇阻效果？"

## 外部連結
- 活路外交（中華民國總統府） （页面存档备份，存于）